# Tethyshadros
Tethyshadros (dt.: „Hadrosaurier aus der Tethys“) ist ein Dinosaurier aus der Gruppe der Hadrosaurier, dessen gut erhaltene fossilen Überreste in der Liburnian Formation bei Villaggio del Pescatore in der nordostitalienischen Provinz Triest gefunden und 2009 beschrieben wurde.
Einzige Art ist Tethyshadros insularis. Die Fossilien werde werden in die Oberkreide (spätes Campanium bis frühes Maastrichtium) auf ein Alter von etwa 76 bis 69 Mio. Jahren datiert.
Der Holotyp, mit der Katalognummer SC 57021, ist ein im anatomischen Zusammenhang gefundenes, vollständig erhaltenes Skelett. Es ist einer der vollständigsten jemals gefundenen Dinosaurierskelette. Der Lebensraum von Tethyshadros in der Oberkreide war eine durch die Adriatisch-Dinarische Karbonatplattform gebildete und den heutigen Bahamas ähnliche Inselgruppe im mesozoischen Tethysmeer. Sie hatte eine maximale Landfläche von etwa 100.000 km², etwa so groß wie Kuba.

## Merkmale
Tethyshadros wurde etwa vier Meter lang und ist vielleicht ein Beispiel für eine Inselverzwergung. Das Skelett kombiniert primitive und fortschrittliche, abgeleitete Merkmale. Der Schädel des Holotyps ist 47,5 cm lang, 18,5 cm hoch und, mit Ausnahme von dem des Edmontosaurus, langgestreckter als die aller anderen Hadrosaurier.

## Systematik
Tethyshadros steht phylogenetisch und morphologisch nahe bei den hoch entwickelten Hadrosaurierunterfamilien Hadrosaurinae und Lambeosaurinae kann aber keiner der Unterfamilien zugeordnet werden.
Die wahrscheinliche systematische Stellung von Tethyshadros gibt folgendes Kladogramm wieder:
|                         | Telmatosaurus                                                    |
|                         |                                                                  |
|                         | Tethyshadros                                                     |
|                         |                                                                  |
| Euhadrosauria           | \| \| Hadrosaurinae \| \| \| \| \| \| Lambeosaurinae \| \| \| \| |
| Vorlage:Klade/Wartung/3 | \| \| Hadrosaurinae \| \| \| \| \| \| Lambeosaurinae \| \| \| \| |
|                         | Hadrosaurinae                                                    |
|                         |                                                                  |
|                         | Lambeosaurinae                                                   |
|                         |                                                                  |

|  | Hadrosaurinae  |
|  |                |
|  | Lambeosaurinae |
|  |                |

|                         | Telmatosaurus                                                    |
|                         |                                                                  |
|                         | Tethyshadros                                                     |
|                         |                                                                  |
| Euhadrosauria           | \| \| Hadrosaurinae \| \| \| \| \| \| Lambeosaurinae \| \| \| \| |
| Vorlage:Klade/Wartung/3 | \| \| Hadrosaurinae \| \| \| \| \| \| Lambeosaurinae \| \| \| \| |
|                         | Hadrosaurinae                                                    |
|                         |                                                                  |
|                         | Lambeosaurinae                                                   |
|                         |                                                                  |

|  | Hadrosaurinae  |
|  |                |
|  | Lambeosaurinae |
|  |                |

|                         | Telmatosaurus                                                    |
|                         |                                                                  |
|                         | Tethyshadros                                                     |
|                         |                                                                  |
| Euhadrosauria           | \| \| Hadrosaurinae \| \| \| \| \| \| Lambeosaurinae \| \| \| \| |
| Vorlage:Klade/Wartung/3 | \| \| Hadrosaurinae \| \| \| \| \| \| Lambeosaurinae \| \| \| \| |
|                         | Hadrosaurinae                                                    |
|                         |                                                                  |
|                         | Lambeosaurinae                                                   |
|                         |                                                                  |

|  | Hadrosaurinae  |
|  |                |
|  | Lambeosaurinae |
|  |                |

|                         | Telmatosaurus                                                    |
|                         |                                                                  |
|                         | Tethyshadros                                                     |
|                         |                                                                  |
| Euhadrosauria           | \| \| Hadrosaurinae \| \| \| \| \| \| Lambeosaurinae \| \| \| \| |
| Vorlage:Klade/Wartung/3 | \| \| Hadrosaurinae \| \| \| \| \| \| Lambeosaurinae \| \| \| \| |
|                         | Hadrosaurinae                                                    |
|                         |                                                                  |
|                         | Lambeosaurinae                                                   |
|                         |                                                                  |

|  | Hadrosaurinae  |
|  |                |
|  | Lambeosaurinae |
|  |                |

Wahrscheinlich entwickelten sich die europäischen Hadrosaurier nicht auf dem Kontinent und besiedelten Europa auch nicht von Nordamerika aus, sondern durch Inselspringen von Asien aus.

## Quelle
- Fabio M. Dalla Vecchia: Tethyshadros insularis, a new hadrosauroid dinosaur (Ornithischia) from the Upper Cretaceous of Italy. In: Journal of Vertebrate Paleontology. Bd. 29, Nr. 4, 2009, ISSN 0272-4634, S. 1100–1116, doi:10.1671/039.029.0428.